# 連加恩
連加恩（英語：Allen Lien，1976年6月4日—），台北人，臺灣醫師、教育工作者，曾任高端疫苗生物製劑公司副總經理，現任宏碁智醫董事長。曾獲第二十六屆醫療奉獻獎。過去在非洲服務十年，擔任醫療外交官、NGO人道援助工作，後來在非洲克難創立孤兒院「霖恩小學」，其以在西非三年行醫生活為背景而出版的《愛呆西非連加恩》被改編成公視電視劇《45度C天空下》。

## 經歷
2001年前往中華民國的前友邦布吉納法索服第一屆外交替代役。並以「垃圾換舊衣」及蓋孤兒院等義舉獲得中華民國外交部頒發睦誼外交獎章，成為該獎項有史以來最年輕的受獎人，從此出名。
2003年6月退伍返台，2004年與同為陽明大學護理系的高麗婷結婚，2004年3月攜眷重返非洲。
2005年返臺在臺北榮總家醫部家醫科服務，2008年後拿到專科醫師執照，轉而投入公共衛生領域，2009年在衛生署疾病管制局擔任防疫醫師，並於海地大地震期間，前往當地醫療救援。
2010年12月，他再度被外交部派往南非擔任衛生署駐非洲專員，從事醫療外交工作。
2011年，第64屆世界衛生大會台灣代表團成員。
2012年，第65屆世界衛生大會台灣代表團成員。
2013年底進入屏東基督教醫院擔任家醫科主治醫師，兼挪威國際路加組織派駐南非代表。
2017年前往美國哈佛大學攻讀公共衛生博士學位。博士論文內容與疫苗有關，其間加入武田製藥疫苗事務部全球總部擔任COVID-19專家諮詢團隊與疫苗科學與政策處外部顧問、副處長。
2020年8月回台隨即加入高端疫苗。擔任高端疫苗生物製劑公司國際暨公共事務處處長及國立陽明交通大學兼任助理教授。

2023年9月中因個人職涯規畫，從高端疫苗的副總經理轉任醫學顧問。
2023年11月23日，宏碁智醫公告，董事長張瑞川退休，並於隔日(24日)公告由連加恩接任。另依據宏碁智醫重訊，連加恩在宏碁集團的新身分，還有宏碁集團的醫療產業總監。

## 家庭背景
連加恩父親為牙醫連益雄。連加恩於2004年與高麗婷結婚，育有三子一女。

## 出版作品
| 年份           | 書名                                         | 作者                           | 出版社                 | ISBN               |
| -------------- | -------------------------------------------- | ------------------------------ | ---------------------- | ------------------ |
| 2003年12月18日 | 《愛呆西非連加恩：攝氏45度下的小醫生手記》   | 連加恩                         | 圓神                   | ISBN 9861330011    |
| 2004年10月15日 | 《愛上飛翔的班長》                           | 連加恩                         | 校園書房               | ISBN 9575878574    |
| 2005年8月1日   | 《愛呆我家連加恩》                           | 連加恩、連上恩                 | 圓神                   | ISBN 9861331034    |
| 2006年9月15日  | 《星星旅館的探險：連加恩的西非海星任務》     | 連加恩                         | 國語日報               | ISBN 9577515053    |
| 2008年12月25日 | 《愛呆人生連加恩──複製幸福DNA》              | 連加恩                         | 圓神                   | ISBN 9789861332710 |
| 2009年4月1日   | 《愛呆人生連加恩》DAISY有聲書                | 連加恩                         | 台灣數位有聲書推展學會 |                    |
| 2010年12月5日  | 《你的生命，是一份美麗的禮物》               | 連加恩                         | 格子外面               | ISBN 9789868553569 |
| 2012年9月1日   | 《那些年，我們的青春小劇場》                 | 連加恩、張文亮、羅吉希、謝念祖 | 校園書房               | ISBN 9789861982922 |
| 2014年4月1日   | 《傻傻蒙福一家人》                           | 連加恩、高麗婷                 | 校園書房               | ISBN 9789861983684 |
| 2014年10月20日 | 《路燈下的夢想》                             | 連加恩                         | 校園書房               | ISBN 9789861984018 |
| 2015年8月25日  | 《給我十萬個靈魂》                           | 連加恩                         | 格子外面               | ISBN 9789869034395 |
| 2017年10月1日  | 《改變生命的6個寶物》                        | 連加恩                         | 校園書房               | ISBN 9789861985701 |
| 2024年11月24日 | 《我看出你的內在力量不強：連加恩的屬靈筆記》 | 連加恩                         | 格子外面               | ISBN 9786269913213 |
| 2025年5月1日   | 《走人少的路：連加恩的非典型旅程》           | 連加恩                         | 圓神                   | ISBN 9789861339733 |

## 榮譽
- 2003年獲頒「睦誼外交獎章」
- 2004年獲選為「陽明大學傑出校友」
- 2005年獲頒「布吉納法索國家騎士級勳章」

## 外部連結
- 連加恩個人網站 （页面存档备份，存于）
- 連加恩個人臉書
- 連加恩粉專 （页面存档备份，存于）